# Литовская (деревня)
Литовская — деревня в городском округе Верхотурский Свердловской области России.

## Географическое положение
Деревня Литовская расположена в 62 километрах (по автодорогам в 74 километрах) к востоку от города Верхотурья, на левом берегу реки Туры, в устье её левого притока — реки Липовки.

## История деревни
Деревня была основана в начале XVII века крестьянами по фамилии Литовские.

## Население
| 1873 | 2002 | 2010 | 2021 |
| ---- | ---- | ---- | ---- |
| 91   | ↘11  | ↘9   | ↘3   |